# Элефтеруполис
Элефтеру́полис (греч. Ελευθερούπολις), также Элефтеру́поли (Ελευθερούπολη) — малый город в Греции. Административный центр общины Пангеон в периферийной единице Кавала в периферии Восточная Македония и Фракия. Расположен на высоте 86 м над уровнем моря, на краю равнины Драма, у подножья гор Символон и Пангеон, у истока реки Мармара. Население 4360 человек по переписи 2011 года. Центр Элефтерупольской митрополии Элладской православной церкви.

## История
В городе Элефтерополь (или Анакторополь) в IX веке открыта новая церковная кафедра.
В османский период село называлось Правиште (тур. Pravişte, болг. Правище).
До 1929 года (ΦΕΚ 40Α) город назывался Правион (Прави, Πράβιον). Переименован по названию средневекового города Элефтерополь.

## Сообщество
Сообщество Правион (Κοινότητα Πραβίου) создано в 1919 году (ΦΕΚ 251Α). В 1929 году (ΦΕΚ 40Α) переименовано в Элефтеруполис (Κοινότητα Ελευθερουπόλεως). В сообщество входят 5 населённых пунктов. Население 5555 человек по переписи 2011 года. Площадь 53,502 км².
| Населённый пункт | Население (2011), человек |
| ---------------- | ------------------------- |
| Дасико-Хорио     | 0                         |
| Панайя           | 655                       |
| Хортокопион      | 398                       |
| Эксохи           | 142                       |
| Элефтеруполис    | 4360                      |

## Население
| Год  | Население, человек |
| ---- | ------------------ |
| 1991 | 5059               |
| 2001 | 4849               |
| 2011 | ↘ 4360             |